# Valley Center, Kansas
Valley Center är en stad (city) i Sedgwick County, i delstaten Kansas, USA. Enligt United States Census Bureau har staden en folkmängd på 6 861 invånare (2011) och en landarea på 18 km².